# Piet Rentmeester
Petrus Laurentius „Piet“ Rentmeester (* 27. August 1938 in Yerseke; † 11. Februar 2017 in Goes) war ein niederländischer Radrennfahrer.

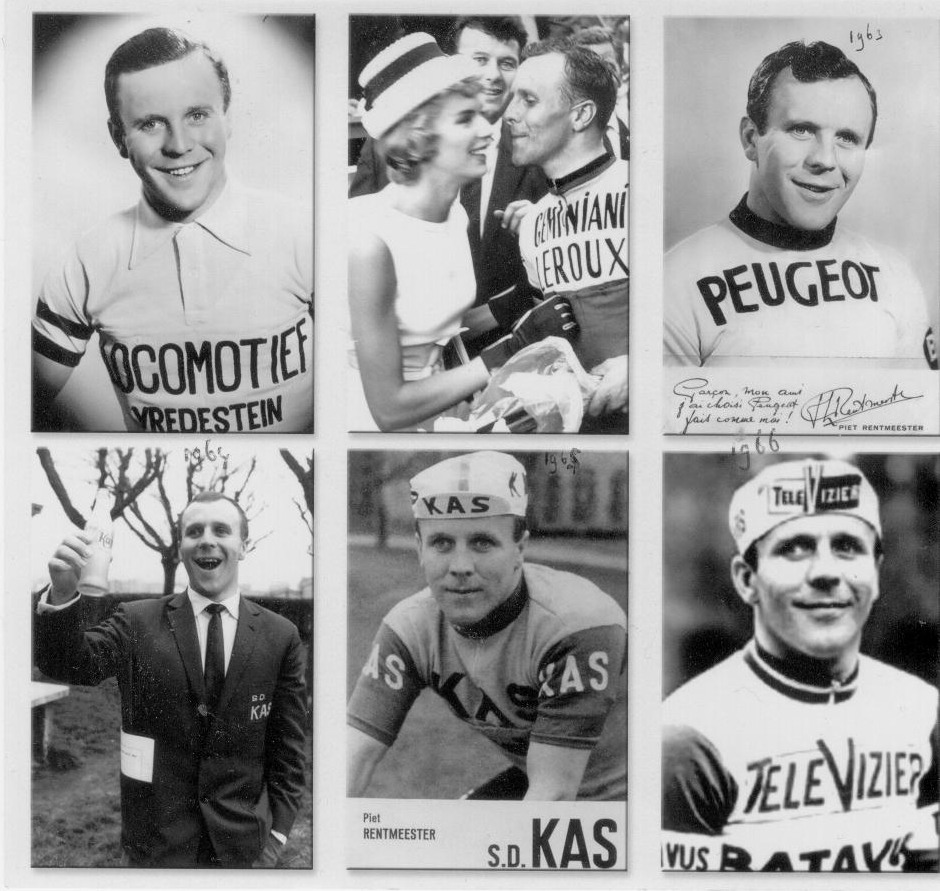

## Sportliche Laufbahn
Als Amateur siegte er 1958 in Rennen wie der Ronde van West-Vlaanderen, der Limburg-Rundfahrt und dem Großen Preis der Solitude. 1959 wechselte er von den Amateuren zu den Unabhängigen und wurde Ende 1959 Profi. Sein bedeutendster Erfolg als Radprofi war der Sieg im Rennen Kuurne–Brüssel–Kuurne 1962. Im selben Jahr gewann er Paris–Camembert vor Seamus Elliott. 1960 hatte er in Deutschland den Großen Preis Fichtel & Sachs vor Piet Damen gewonnen. 1961 wurde er beim Sieg von Ab Geldermans Dritter der Deutschland-Rundfahrt und gewann einen Tagesabschnitt der Holland-Rundfahrt sowie den Nationale Sluitingsprijs in Belgien. 1963 konnte er das Eintagesrennen Brüssel–Charleroi–Brüssel für sich entscheiden. 1964 gewann er je eine Etappe in der Ruta del Sol und der Katalonien-Rundfahrt. 1966 war er im Rennen Flèche Enghiennoise erfolgreich. In seiner Karriere siegte er zudem in einigen Kriterien und Rundstreckenrennen in Belgien, den Niederlanden, Frankreich und Spanien. 
Bei den UCI-Straßenweltmeisterschaften 1961 und 1962 belegte er den 11. Platz, 1960 wurde er als 21. klassiert.

## Trivia
Rentmeester wurde in niederländischen Medien vorgeworfen, bei einem Dopingtest betrogen zu haben, indem er den Urin seiner schwangeren Frau abgegeben hätte. Der Vorwurf konnte nicht bestätigt werden, er wurde dennoch danach der „schwangere Radrennfahrer“ genannt.

## Berufliches
Nach seiner aktiven Laufbahn führte er in Yerseke Großhandel für Sportartikel und Fahrradteile.